# Nguyễn Thị Huệ (Bà mẹ Việt Nam anh hùng)
Nguyễn Thị Huệ (1911-1991) quê quán xã Bà Điểm, huyện Hóc Môn, Thành phố Hồ Chí Minh là Bà mẹ Việt Nam anh hùng.

## Tiểu sử
Bà là mẹ ba liệt sĩ:
- Liệt sĩ Phan Văn Chính (hi sinh năm 1967)
- Liệt sĩ Phan Văn Thiền (hi sinh năm 1949)
- Liệt sĩ Phan Văn Tám (hi sinh năm 1967)

Gia đình bà sinh sống bằng nghề trồng trầu, cau. Bà tham gia hoạt động cách mạng trước năm 1945. Nhà của bà là căn cứ của đơn vị Biệt động Sài Gòn. 
Bà nuôi giấu cán bộ, tiếp tế lương thực cho lực lượng du kích địa phương, bộ đội, vận động thanh niên tham gia cách mạng và đưa cán bộ từ Bà Điểm về chiến khu. Trong quá trình hoạt động bà từng bị lực lượng đối phương bắt và tra tấn nhiều lần.

## Giải thưởng
Bà được Nhà nước Cộng hòa Xã hội Chủ nghĩa Việt Nam tặng thưởng các loại huân chương sau:
- Huân chương Độc lập hạng 3
- Huân chương Kháng chiến hạng 1

## Vinh danh
Hiện nay tên của bà được đặt cho một con đường ở xã Bà Điểm.